# Антъни Хендей
Антъни Хендей (на английски: Anthony Henday; неизв. – 1762) е английски търговски агент и изследовател.

## Ранни години (неиз. – 1754)
Роден е на остров Уайт, край южното крайбрежие на Англия, като не е известна годината му на раждане. През 1750 се преселва в Канада, поради заплаха от затвор заради контрабандната дейност, с която се занимава. Започва работа като търговски агент в компанията „Хъдсънов залив“, която се занимава с изкупуване и търговия с ценни животински кожи.

## Изследователска дейност (1754 – 1760)
През 1754 – 1755 открива и изследва по-големите реки в басейна на река Саскачеван.
На 26 юни 1754 от факторията Йорк се изкачва по река Хейс до езерото Оксфорд (54°50′ с. ш. 95°30′ з. д. / 54.833333° с. ш. 95.5° з. д.), завива на запад и през езерата Крос (проточно езеро на река Нелсън) и Мус (на северозапад от езерото Уинипег) на 22 юли достига до река Саскачеван при Те-Пас. Там Хендей намира „френски форт“, където се разпореждат „горски бродяги“ на служба на френска компания за търговия с кожи. Те го приемат много радушно и го канят да остане с тях. Хендей отклонява любезното им предложение и със своите спътници-индианци се изкачва се по река Карот (десен приток на Саскачеван) до изворите ѝ, пресича прериите до Скалистите планини на запад в горното течение на река Ред Дир (ляв приток на Южен Саскачеван), където зимува. От април до 20 юни 1755 се спуска обратно до Хъдсъновия залив във факторията Йорк.
През 1759 – 1760 отново пребивава в горния басейн на река Северен Саскачеван.
Неговите географски достижения са доста големи: пръв прониква далече на запад в Канадските прерии, първи изследва почти всички големи реки от басейна на река Саскачеван, дава добро описание на индианските племена живеещи в басейна на реката и показва широките възможности за разширяване на търговията с ценни кожи в района.

## Последни години (1760 – 1762)
През 1762 г., поради несъгласие с работодателите си, които го задължават да продава на индианците спиртни напитки, напуска компанията и няколко месеца по-късно умира в Канада.

## Памет
Неговото име носят:
- град Хендей (51°57′ с. ш. 114°02′ з. д. / 51.95° с. ш. 114.033333° з. д.), провинция Алберта, Канада;
- езеро Хендей (58°19′ с. ш. 104°13′ з. д. / 58.316667° с. ш. 104.216667° з. д.), провинция Саскачеван, Канада;
- околовръстно шосе „Хендей“ в град Едмънтън, Канада.